# Bunica
Bunica je rijeka u Bosni i Hercegovini, lijeva pritoka Bune. Duga je 6 km. Nastaje od jakog vrela (vrelo Bunice) kao nastavak podzemnog toka. Ulijeva se u Bunu nedaleko sela Buna.